# Adolph Friedrich von Neetzow
Adolph Friedrich von Neetzow (* 1715 in Pommern; † 20. Januar 1784 in Kagenow) war Landrat des Kreises Anklam.

## Leben
Adolph Friedrich von Neetzow stammt aus der altadeligen Familie von Neetzow und war ein Sohn des Bernd Ludwig von Neetzow (1671–1739), Erbherr auf Kagenow, Würtzow und Brüssow, aus dessen zweiter Ehe mit Elisabeth Christine von Steding. Er studierte ab 1731 an der Universität Rostock Rechtswissenschaften.
Nach dem Tod des Vaters erbte er das Gut Kagenow, später besaß er auch das Gut Moeckow. 1763 wurde er zum Landrat des Kreises Anklam ernannt. Bei seinen Vorgesetzten galt er als „kundig in Landessachen“ und „betriebsam“.
Er war mit Ulrike Sophie von Ellver (1708–1793) verheiratet. Die beiden hatten mehrere Söhne, die zumeist die Militärlaufbahn einschlugen.